# Rio Bizdidel
O Rio Bizdidel é um rio da Romênia afluente do Rio Ialomiţa, localizado no distrito de Prahova e Dâmboviţa.